# ストレッチーズ
ストレッチーズは、太田プロダクション所属のお笑いコンビ。2014年結成。

## メンバー
- 高木 貫太（たかぎ かんた、1991年7月24日（33歳） -  ） 
  - ツッコミ・ネタ作り担当。
  - 埼玉県所沢市出身、所沢市立牛沼小学校・所沢市立東中学校・埼玉県立浦和高等学校・慶應義塾大学理工学部数理科学科卒業。身長174 cm、体重60 kg。血液型O型。
  - 親しい芸人仲間からは「貫太」と呼ばれている。
  - 趣味は麻雀、『ぷよぷよ』、『スラムダンク』。
  - 工事現場にて警備員のアルバイトをしていた[1]。
  - 実母はマクドナルドでパートとして勤めている。実父は元役者で母は舞台の音響係をやっていた。舞台の音響係をやっていた母が楽屋を開けると、裸で腕立て伏せをしている父親がいた。これは両親の出会ったときのことであり、決して付き合い始めたきっかけではない。
  - 特技は数学（数学検定準1級・高校数学教員免許所持）・ルービックキューブ。
  - 母がお笑いファンであった影響から[2]、中学時代に観たM-1グランプリから本格的に芸人へ憧れるようになる。好きだった芸人に三拍子、流れ星☆、とろサーモン、東京ダイナマイトを挙げた[3]。
  - ガク（真空ジェシカ）と9年間ルームシェアをしていた。
  - 服がダサい。
  - ハノーバー曰く二進も三進もいかないぐらい背中が汚く、特にケツは見てられないほど汚いらしい。
  - バイトで米を30合炊き忘れたことがある。[4]

- 福島 敏貴（ふくしま としき、1992年3月19日（33歳） ）
  - ボケ担当。
  - 埼玉県さいたま市岩槻区出身、ろりぽっぷ幼稚園・埼玉県立浦和高等学校・慶應義塾大学総合政策学部卒業。身長180cm、体重73kg。血液型O型。
  - 趣味は酒造めぐり、『男はつらいよ』の鑑賞、サウナめぐり。
  - 特技は全国のドッジボールチーム名を50音からすぐ言えること。
  - 慶應義塾大学お笑い道場O-keisの見学へ行った際に「何か面白いことをしなければならない」と思い立ち、部室にあったゲームキューブを何度も倒して出禁を食らうも半年後には入部できた[5]。
  - 日本酒検定1級、ビール検定3級を所持している。
  - 本人曰くかつては「クラスのお調子者」[3]。『すごいよ!!マサルさん』をはじめとしたギャグ漫画が好きで、本人はお笑い活動は「『マサルさん』の延長のようなもの」だと話していたことがある[3]。高校時代に同級生の高木から芸人について教えてもらい、お笑いの文化に触れてゆくようになる[6]。
  - 同じ事務所の上島竜兵（ダチョウ倶楽部）に「ラストサン（最後の息子）」と呼ばれ、かわいがられていた[1]。転じてコンビとしての二つ名としても使用されている[7]。竜兵会入りはヤマザキモータースの紹介がきっかけで、二つ名「上島竜兵のラストサン」は同じ事務所の有吉弘行からの命名[7]。
  - エッチである。
  - 身長が180cmにも関わらず4cmのシークレットシューズを履いている。

## 来歴
- 埼玉県立浦和高等学校のバスケ部で出会う[3]。部活での自己紹介の際、好きな女優がともに市川由衣であったのをきっかけに親交を深める。後に「ドキュメント 20min.」において、市川がナレーションを務め「貫太」「ふっぴ」とそれぞれの愛称で呼ばれた。高校は男子校だったため、女子がいるイベントの度に目立とうとして文化祭の女装ミスコンで初めて2人で漫才のようなことを披露した[8]。
- 慶応義塾大学お笑い道場O-keis6期生[9]で、3期上には吉川きっちょむ、1期上には川北茂澄（真空ジェシカ）がいた。大学在学中から「ストレッチーズ」としても活動していたが、高木は同期の細田祥平（現・ひつじねいり）と組んだ「安全ナイフ」をメインのコンビとしてプロを目指しており、大学生M-1グランプリ2011において優勝を果たした。しかし事務所のオーディションを受けた際、面接官から「君はツッコミの才能が無い」と評され一旦はプロへの道を諦める。就職前に大学最後の思い出を作るため[10]、文化祭でのお試しのつもりで組んでいた「ストレッチーズ」として大学生M-1グランプリ2012に出場・優勝した[3]。
- 大学4年時に『学生才能発掘バラエティ 学生HEROES!』のオーディションへ合格し、1年間レギュラー出演した[6]。
- 大学卒業後はフリーで活動、一時期はタイズブリックに所属していた。タイズブリックを退所後、事務所探しで悩んでいた時にヤマザキモータースから声を掛けられたのを機に、太田プロエンタテイメント学院へ特待生待遇（アマチュア時代に大学生M-1グランプリ優勝など結果を出していることから）で入学する[3]。2016年9月に卒業後、現在の太田プロへ所属。

## エピソード
- 高校生クイズの地方予選に出場時、ドンキで高木がビール、福島がおにぎり、同級生のぐっちゃんが蟹の被り物を買って扮装した状態で挑んだが周りにもコスプレしていた高校生は多数いたため、大して目立たなかった。しかしその前年に全国優勝した同じ高校の別チームの答えをカンニングしたため、○×クイズを突破。コスプレ勢唯一の快挙を成し遂げた。
- GERA『プリ右でごめん』(通称：プリ右)でのリスナーの総称は「リトルニース」。これは学生時代の2人が出演していた番組『学生HEROES!』のMCであった春日俊彰（オードリー）からも由来している[注 1]。プリ右では"エッチ全面禁止"をスローガンに掲げている。
- コンビ名の響きや意味から、マセキ芸能社所属のサスペンダーズと間違われることがよくある。サスペンダーズが『ラヴィット!』に出演時、MCの川島明（麒麟）から「ストレッチーズは…」と間違われた。[11]
- M-1グランプリ2022での敗者復活戦は17組中17位（最下位）で、原田フニャオ（ダンビラムーチョ）に「正統派高学歴最下位」というキャッチコピーを名付けられた。

## 芸風
- 主に漫才[12]。福島の理屈っぽいキャラクターを押し出した正統派のしゃべくり漫才や、福島が奇抜なキャラクターに扮して高木がツッコミを入れるコント漫才も演じる。高木はツッコむ際、肘で福島の身体を押す。また、関東を代表する若手しゃべくり正統派漫才師だと自称している。
- 大学時代は「はい! ストレッチ! ストレッチ!...」と言いながらストレッチをして「運動前に大切なのは?」「眼力!」というツカミをしていた。また漫才中のコントに入る前に、「鉄火丼」というボケもある。

## 出囃子
- サミットストア Twice a week at Summit(大杉久美子)。
- 2人とも平成のJ-POPを好み、ライブなどでは大塚愛・day after tomorrow・ORANGE RANGE・YUIといった出囃子も流す。

## 賞レースの成績

### M-1グランプリ
| 年度             | 結果         | エントリー No. | 備考                                             |
| ---------------- | ------------ | -------------- | ------------------------------------------------ |
| 2015年（第11回） | 3回戦敗退    | 1102           |                                                  |
| 2016年（第12回） | 2回戦敗退    | 1709           |                                                  |
| 2017年（第13回） | 準々決勝進出 | 688            |                                                  |
| 2018年（第14回） | 準々決勝進出 | 883            |                                                  |
| 2019年（第15回） | 準々決勝進出 | 1114           |                                                  |
| 2020年（第16回） | 準々決勝進出 | 1974           |                                                  |
| 2021年（第17回） | 準々決勝進出 | 1344           | 1回戦（9月7日）3位通過                           |
| 2022年（第18回） | 準決勝進出   | 2046           | 1回戦（8月19日）1位通過 敗者復活戦17位（最下位） |
| 2023年（第19回） | 準々決勝進出 | 5297           |                                                  |
| 2024年（第20回） | 3回戦敗退    | 6135           |                                                  |

### その他
- 大学生M-1グランプリ2012 優勝
- お笑い全日本カップ2019 優勝
- 笑ラウドネスGP 第10位
- 第1回ナルゲキ最強決定戦  優勝
- 第2回ナルゲキ最強決定戦  優勝
- K-PROアワード2021 MVP
- R-1グランプリ2022 準々決勝進出(高木)
- 12秒グランプリ[13]
- 笑デミー賞グランプリ決勝進出
- 第3回ツギクル芸人グランプリ 優勝[1]
- オールスター後夜祭'23春 総合優勝（高木）[14]- コンビで参加し、高木は15問正解・57秒23で総合優勝を果たした。総合64位を決める番組だったが、5万円を獲得。
- 第44回ABCお笑いグランプリ 決勝進出
- マイナビLaughter Night第9回チャンピオン大会 マイナビ賞[15]
- R-1グランプリ2024 準々決勝進出(高木)
- キングオブコント2024 準決勝進出[16]「トゥリオ」(高木、サツマカワRPG、ひつじねいり松村とのユニット)
- R-1グランプリ2025準々決勝進出（高木）

## 現在レギュラー出演中の番組

### ラジオ番組
- YOI-KARA (FM NACK5、2024年10月6日～2024年3月30日) - メインパーソナリティ

### ネット番組
- ストレッチーズの恋のダンクシュート（ニコニコ生放送、毎月第3水曜日）

### CS放送
- 真中満の酒ては通れない旅（フジテレビONE）(福島のみ)

## 出演歴

### テレビ
- 学生才能発掘バラエティ 学生HEROES!（テレビ朝日）
- 笑あがき（NHK、2017年11月4日・11日・18日）
- 深夜に発見!新shock感 〜一度おためしください〜（テレビ東京、2018年1月13日）
- にちようチャップリン（テレビ東京、2018年8月5日・2020年11月7日・2022年8月14日・2023年1月14日）
- 前略、西東さん（中京テレビ、2018年9月8日）
- 有吉の壁（日本テレビ 2019年10月1日(若手予選会)、2022年6月29日）
- お笑い合戦 独眼竜カミナリ（KHB東日本放送、2021年8月7日）
- 有吉ベース（フジテレビONE）
- ＃きとキュン♡トラベラー with T（チューリップテレビ、2021年10月13日）
- よるのブランチ（TBSテレビ 2021年12月1日・2022年1月19日・7月27日）
- NHKニュースおはよう日本（NHK、2022年3月16日）
- Connects LOVE!#オンエア決めろ!ー笑武ー（BSJapanext 2022年4月26日・9月20日・27日）
- スッキリ（日本テレビ、2022年5月11日・6月14日）
- ポップUP!（フジテレビ、2022年5月23日）
- サンデージャポン（TBSテレビ、2022年6月5日）
- 東大王（TBSテレビ、2022年6月15日・2023年3月1日）
- ラヴィット!（TBSテレビ、2022年6月20日）
- 2分59秒（テレビ朝日、2022年6月30日）
- スローでイージーなルーティーンで（関西テレビ、2022年7月5日）
- モーニングこんぱす（千葉テレビ、2022年7月7日）
- ザ・ベストワン（TBS、2022年7月15日）
- ネタパレ（フジテレビ 2022年8月5日・12月8日・31日・2023年1月27日・7月14日）
- 水曜日のダウンタウン（TBS、2022年8月10日）高木のみ
- 証言者バラエティ アンタウォッチマン!（テレビ朝日、2022年8月23日・2023年2月7日）
- サンドウィッチマンのどうぶつ園飼育員さんプレゼン合戦 ZOO-1グランプリ（TBSテレビ、2022年8月23日・2023年1月10日）
- 芸能人が本気で考えた!ドッキリGP（フジテレビ、2022年8月27日）高木のみ
- 今夜はナゾトレ（フジテレビ、2022年8月30日）
- 埼玉ビジネスウォッチ（テレビ埼玉、2022年9月3日）
- 白黒アンジャッシュ（千葉テレビ、2022年9月6日・9月13日）
- カンニング竹山のイチバン研究所（TOKYO MX、2022年9月17日）
- サウナは旅の目的地（青森テレビ 2022年9月23日、2023年6月21日・28日）
- 内村のツボる動画（テレビ東京 2022年9月27日・2023年9月12日・11月21日）
- 千鳥のクセがスゴいネタGP（フジテレビ、2022年10月13日）
- ドキュメント20min.（NHK、2022年11月14日）
- 相棒（テレビ朝日、2022年11月16日）
- THE MANZAI 2022 プレマスターズ（フジテレビ､2022年11月27日）
- 千原ジュニアの座王（関西テレビ 2022年12月16日・2023年2月4日・5月12日・8月25日・9月29日・12月14日（高木のみ）・2024年1月19日（高木のみ）・2月9日（高木のみ）・4月5日・5月10日(高木のみ)）
- M-1グランプリ2022敗者復活戦（テレビ朝日、2022年12月18日）
- 新春!爆笑ヒットパレード（フジテレビ、2023年1月1日）
- 爆笑問題&霜降り明星のシンパイ賞!!（テレビ朝日、2023年1月2日）高木のみ
- 王様のブランチ（TBSテレビ、2023年1月28日）
- クイズ!あなたは小学5年生より賢いの?（日本テレビ、2023年2月3日）
- アルコ＆ピースのほんの気持ちですが!（テレビ神奈川、2023年3月25日・4月1日）
- お笑いワイドショー マルコポロリ!（関西テレビ、2023年3月26日・2023年10月20日(高木のみ)）
- ぽかぽか（フジテレビ、2023年3月28日・8月1日）
- オールスター後夜祭（TBSテレビ、2023年4月8日・2023年10月14日・2024年10月5日）
- 「ポケットモンスター」ポケモンしらべ隊[17]（テレビ東京、2023年4月7日）
- 坂上&指原のつぶれない店（TBSテレビ、2023年4月30日）高木のみ
- しずおかビックリTV（静岡放送、2023年5月6日）
- クイズプレゼンバラエティーQさま（テレビ朝日、2023年5月15日）
- お笑いエスポワール号[18]（TBSテレビ、2023年6月22日）
- 第44回ABCお笑いグランプリ（ABCテレビ、2023年7月9日）
- 冠番組グランプリ（千葉テレビ、2023年8月1日・15日）
- 有吉ゼミ（日本テレビ、2023年8月21日）
- 大須テレビ(テレビ愛知、2023年9月25日)
- お笑いの日 ラヴィット！Presents つかみ-1グランプリ（TBSテレビ、2023年10月21日）
- 全力！脱力タイムズ(フジテレビ、2023年10月27日)
- 正解の無いクイズ(テレビ東京、2023年10月29日) 高木のみ
- チョコプランナー（テレビ朝日、2023年11月15日）
- イワクラせいや警備保障（テレビ朝日、2024年1月24日）高木のみ
- ひるまえほっと（NHK、2024年3月5日・4月12日）
- 首都圏ネットワーク（NHKさいたま放送局、2024年3月6日）
- 爆笑問題の結果発表(テレビ朝日、2024年6月8日)
- くりぃむナンタラ(テレビ朝日、2024年7月17日、7月24日)
- わらたまドッカ～ン(NHK、2025年2月27日)

### ウェブテレビ
- 笑ラウドネスGP（ABEMA、2021年7月18日）[19]
- 新時代のショートネタ王決定戦 12秒グランプリ（ABEMA、2022年1月13日）
- スカパー!×K-PRO 次世代お笑い宇宙一決定戦 『笑デミー賞』（SPOOX、2022年3月25日）
- バカ桁TV（ABEMA、2022年5月23日）高木のみ
- WinTicket ミッドナイト競輪（ABEMA、2022年6月16日）
- ヒロミ・指原の“恋のお世話始めました”（ABEMA 2022年7月7日、2023年2月24日・5月18日）高木のみ
- マッドマックスTV（ABEMA、2022年7月19日）
- しくじり先生 俺みたいになるな!!(ABEMA、2024年4月5日、4月12日)
- チャンスの時間(ABEMA、2025年2月2日)

### ラジオ
- 土田晃之　日曜のへそ（ニッポン放送、2020年10月18日(高木のみ)・2022年7月17日、2024年11月24日～(レポーター)）
- マイナビ Laughter Night（TBSラジオ 2020年12月25日[20]、2021年11月12日、2022年1月28日・4月8日・7月22日・8月19日[21]・12月2日[22]、2023年3月10日・6月16日・2024年1月12日・6月14日）
- 劇団サンバカーニバル（FM FUJI、2021年1月9日・2022年5月28日・2022年6月11日～(劇団ひとりの代理)）
- ラジオのアナ〜ラジアナ（FM NACK5、2021年4月29日）
- 有吉弘行のSUNDAY NIGHT DREAMER（JFN系 2021年10月3日・10日、12月24日、2022年10月度）福島のみ
- 沈黙の金曜日（FM FUJI 2021年9月3日・12月31日、2022年1月14日・3月11日・7月8日、2023年8月25日・12月1日・2025年2月14日）
- 24時のハコ（TBSラジオ 2021年11月度、2022年1月19日(1月担当キュウの代理)）
- 山里亮太の不毛な議論（TBSラジオ、2022年1月19日）
- タイムちゃん（FM FUJI 2022年5月24日・7月12日・8月2日、2023年2月28日、2024年11月12日）
- 爆笑問題の日曜サンデー（TBSラジオ、2022年5月29日・2023年7月23日）
- 60TRY部（RFラジオ日本、2022年6月14日）
- Sunday Audio Show〜アナと日曜のパーマ〜（NACK5、2022年6月19日）
- ザ・ラジオショー（ニッポン放送、2022年6月29日・2023年6月19日）
- KUSUKUSU（bayfm、2022年7月10日・2022年7月18日）
- 大竹まこと ゴールデンラジオ!（文化放送、2022年7月14日）
- ストレッチーズのオールナイトニッポン0（ニッポン放送、2022年7月23日）
- 高田文夫のラジオビバリー昼ズ（ニッポン放送、2022年8月5日、2024年11月12日）
- 金の国のたまごどんぶり（TBSラジオ、2023年1月6日）
- ひるどき!さいたま～ず（NHK-FM、2023年4月7日・5月19日・7月7日・8月25日・2024年1月19日・5月17日・6月14日・9月13日・11月11日、2025年1月17日・2月14日）
- ふんわり（NHKラジオ第1放送、2023年5月16日）
- 真誠presents タイムマシーン3号のそろそろ売れてもいいんじゃない？（CBCラジオ、2023年12月9日）
- 究極のラジオ漫才（NHKラジオ第1放送、2024年2月29日）
- K-PRO produceトッパレディオ(KBS京都ラジオ、2024年5月度)
- NEXT名人寄席(NHKラジオ第1放送、2024年6月29日)
- カメレオンパーティー(FM NACK5、2024年10月6日)
- FAV FOUR(FM NACK5、2024年10月8日)

### ポッドキャスト
- オールナイトニッポンPODCAST（ニッポン放送、2023年6月度）[23]

### ネットラジオ
- ストレッチーズのプリ右でごめん（GERA、2020年4月～2025年1月(毎週水曜日)）

### 映画
- まーごめ180キロ（2023年5月19日劇場公開）[24]

### 書籍
- 芸人国語（太田出版）

### ライブ
- 太田プロライブ「月笑」
- 毎月200組の頂点を決める「レフカダモータースライブ」
- 学生芸人OB,OG新ネタライブ「お笑い畜生道」
- K-PRO若手ユニットライブ「エイトクラベル」
- K-PROユニットライブ「GUAM」
- K-PROライブ「ヘビセン」
- K-PROライブ「咄人」
- K-PROユニットライブ「ナルロク」
- 新ネタストイック漫才ライブ「漫才工房」ウエストランド、さすらいラビー、ひつじねいり、ママタルト、ストレッチーズ
- 『ロマンチックファイヤー』2015年8/18(火)ドーピングヒーローズ、堀江辻本、ガール座、ストレッチーズ
- 「漫才遣隋使」ストレッチーズ、ライオンロック、センチネル、コダマペンギン、鉄筋くらぶ57、天明ブラウン

### ソロライブ、新ネタライブ
- 「鉄火丼」（2018年1月28日、中野440スタジオ）
- 「横浜の芝生」（2018年5月24日、下北沢シアターミネルヴァ）
- 「ゴリポンは松葉杖を返してください」（2019年1月24日、しもきたDAWN）
- 「本居宣長」（2019年4月11日、新宿バティオス）
- 「よっちゃんの1500m」（2019年8月8日、新宿バティオス）
- ファイヤーサンダーとの新ネタライブ「火雷伸」（2021年6月12日・2022年3月4日、西新宿ナルゲキ）
- ストレッチーズのソロライブ（2021年9月19日・2023年4月23日、西新宿ナルゲキ）
- 東京芸人60分vol.1～ストレッチーズ編～[25]　(2022年5月3日、楽屋A)
- 東京芸人60分vol.14〜ストレッチーズ編～（2023年7月12日、楽屋A）
- 6ヶ月連続新ネタライブ「漫才先生、バスケがしたいです」（2024年1月24日・2月23日・3月27日・4月26日・5月29日・6月25日、西新宿ナルゲキ）

### 単独ライブ
- 「ヘマル」（2022年7月18日、北沢タウンホール）[26][27]
- 「ヘマル2」（2023年8月11日、北沢タウンホール）